# Széppatak
Széppatak (1899-ig Krivoklát, szlovákul Krivoklát) község Szlovákiában, a Trencséni kerületben, az Illavai járásban.

## Fekvése
Illavától 8 km-re északnyugatra, a Krivokláti-patak völgyében fekszik.

## Története

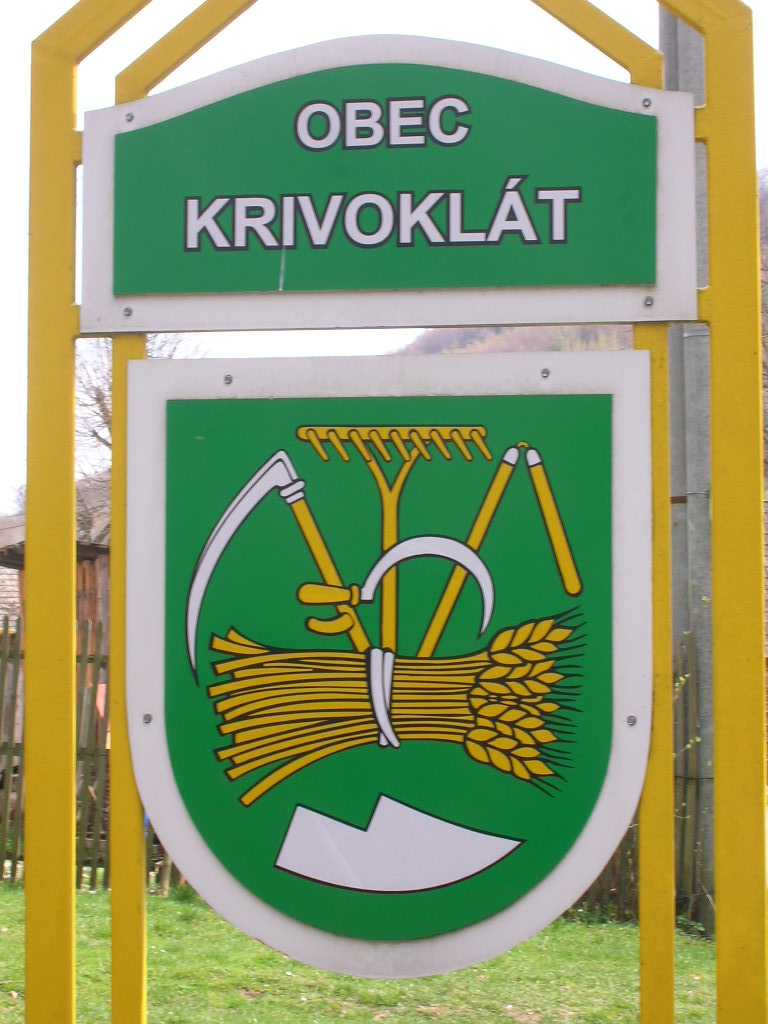
A település címere

A régészeti leletek tanúsága szerint a község területén a bronzkorban a puhói kultúra települése állt.
A mai falu a német jog alapján keletkezett az oroszlánkői uradalom területén.  1439-ben „Kriwokla” alakban említik először. 1470-ben „Kryuoklath”, 1475-ben „Crywoklath” formában írják. 1598-ban 12 ház állt a településen. 1720-ban uradalmi major volt itt. 1773-ban „Krivoklad” néven szerepel a korabeli forrásokban. Az oroszlánkői váruradalom része volt. 1784-ben 41 házában 50 családban 293 lakos élt.
A 18. század végén Vályi András így ír róla: „KRIVOKLÁD. Tót falu Trentsén Várm. földes Ura G. KŐNIGSZEG Uraság, lakosai katolikusok, és más félék, fekszik Pruszkának szomszédságában, és annak filiája, legelője, réttye, fája van, földgye közép termékenységű.”
1828-ban 47 háza és 366 lakosa volt, akik főként mezőgazdasággal, idénymunkákkal foglalkoztak.
Fényes Elek 1851-ben kiadott geográfiai szótárában így ír a faluról: „Krivoklád, Trencsén vm. tót falu, Pruszkától nyugotra egy órányira: 378 kath., 7 zsidó lak. F. u. gr. Königsegg. Ut. p. Trencsén.”
A trianoni békéig Trencsén vármegye Puhói járásához tartozott.

## Népessége
| Év:            | 1994. | 2004.    | 2014.    | 2024.   |
| -------------- | ----- | -------- | -------- | ------- |
| Emberek száma: | 327   | 288      | 250      | 218     |
| Eltérés:       |       | -11,92 % | -13,19 % | -12,8 % |

| Év:            | 2023. | 2024.   |
| -------------- | ----- | ------- |
| Emberek száma: | 219   | 218     |
| Eltérés:       |       | -0,45 % |

1910-ben 340, túlnyomórészt szlovák lakosa volt.
2001-ben 302 lakosából 299 szlovák volt.
2011-ben 260 lakosából 247 szlovák volt.

## Külső hivatkozások
- E-obce.sk[halott link]
- Községinfó
- Széppatak Szlovákia térképén